# Rinorea auriculata
Rinorea auriculata (Tul.) Baill. – gatunek roślin z rodziny fiołkowatych (Violaceae). Występuje naturalnie na Madagaskarze oraz Komorach. 

## Morfologia
PokrójZimozielony krzew dorastający do 1–3 m wysokości.
LiścieBlaszka liściowa jest siedzącą i ma odwrotnie jajowaty lub lancetowaty kształt. Mierzy 5,5–10,5 cm długości oraz 2–4 cm szerokości, jest ząbkowana na brzegu, obejmuje pędy nasadami i ma tępy wierzchołek.
KwiatyZebrane po 10–40 w wierzchotkach przypominających Baldachogrona, wyrastają na szczytach pędów. Mają działki kielicha o owalnie lancetowatym kształcie i dorastające do 3–5 mm długości. Płatki są lancetowate, mają białą barwę oraz 6 mm długości.

## Biologia i ekologia
Rośnie w lasach, na wysokości do 300 m n.p.m.